# Schwarzbrustwachtel
Die Schwarzbrustwachtel (Coturnix pectoralis) ist eine Art der Erdwachteln, die ausschließlich zur Avifauna Australiens gehört.
Die Bestandssituation der Schwarzbrustwachtel wird mit „ungefährdet“ (least concern) angegeben. Es werden keine Unterarten unterschieden.

## Erscheinungsbild

### Körperbau
Die Schwarzbrustwachtel erreicht eine Körperlänge von 16 bis 20 Zentimetern und eine Flügelspanne zwischen 25 und 33 Zentimetern. Von der Körperlänge entfallen rund 3,3 Zentimeter auf das Schwanzgefieder. Ihr Gewicht liegt zwischen 75 und 125 Gramm. Es besteht ein geringer Geschlechtsdimorphismus.

### Männchen

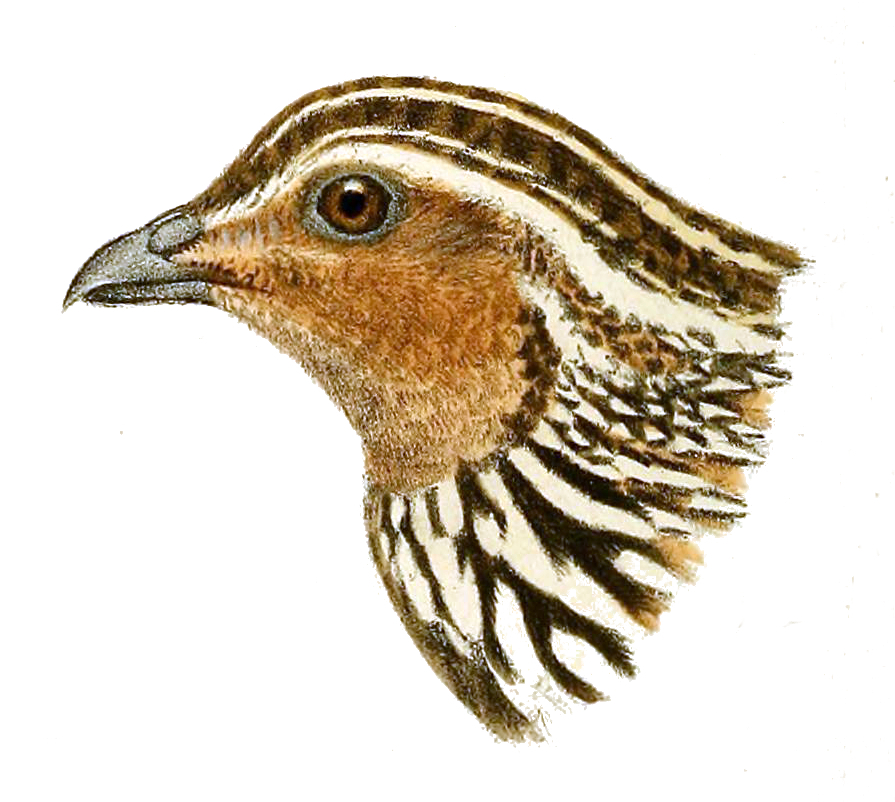
Kopf des Männchens

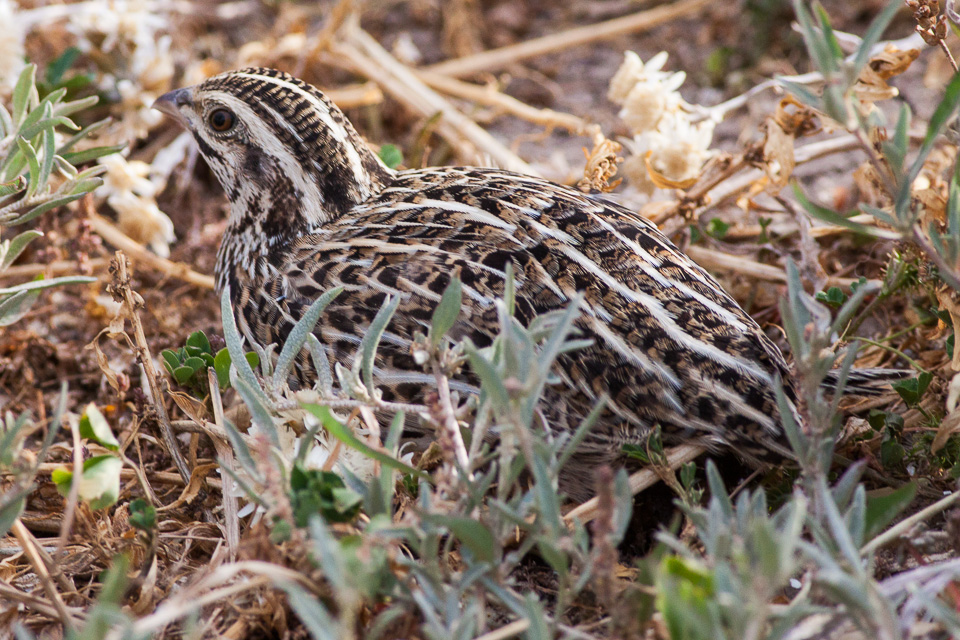
Schwarzbrustwachtel

Die Stirn, der Scheitel und der Nacken sind graubraun mit schwarzen Flecken. Auf der Scheitelmitte verläuft ein weißer Strich, ein weißer Augenüberstreif verläuft bis in den hinteren Halsbereich. Der hintere Hals ist schwarz gefleckt und fein weiß gestrichelt. Das Gesicht, die Wangen, die Ohrdecken, das Kinn und die Kehle sind hell orangefarben. Die Kehle ist außerdem von schwarzen Fleckchen eingefasst. Ein feiner weißer Strich verläuft von der Schnabelbasis bis unter das Auge. Die übrige Körperoberseite ist graubraun mit schwarzen Flecken und cremefarbenen Stricheln.
Die Körperunterseite ist weiß mit einem Braunton an den Körperseiten und einer dichten schwarzen Strichelung am vorderen Hals, der Brust, den Flanken und dem Bauch. In der Mitte der Brust befindet sich ein schwarzer Fleck, der in Größe und Form individuell verschieden ist. Der Schnabel ist dunkelgrau, die Iris ist rotbraun, die Beine und Füße sind hellrosa.

### Weibchen
Die Weibchen ähneln den Männchen, das Gesicht, das Kinn und die Kehle sind cremefarben mit einem undeutlichen braunen Augenstreif und einem dunklen Bartstreif. Das Kinn und die Kehle sind dunkel gefleckt. Der vordere Hals, die Brust und die Flanken sind schwarz auf cremefarbenem Grund gestrichelt. Der Brustfleck fehlt bei ihnen. Der Braunton an den unteren Körperseiten ist nicht so intensiv. Der Bauch, der Bürzel und die Unterschwanzdecken sind weiß.

### Jungvögel
Jungvögel sind zunächst deutlich kleiner als die adulten Vögel, haben noch kein auffälliges Schwanzgefieder und auf dem Kopf ist noch das Dunengefieder zu sehen. Etwas ältere Jungvögel gleichen zunächst dem Weibchen, haben jedoch ein breites Band an schwarzbraunen Flecken, das quer über die Brust verläuft. Ab der fünften Lebenswoche lassen sich die Geschlechter anhand des Gefieders bestimmen: Die männlichen Jungvögel haben dann ein hellorangebraunes Gesicht und sind an Kinn und Kehle ähnlich gefiedert.

## Verwechslungsmöglichkeiten
Verwechslungsmöglichkeiten bestehen vor allem mit den fünf australischen Laufhühnchenarten, die jeweils in nur sehr kleinen Verbreitungsgebieten auf dem australischen Festland vorkommen.

## Verbreitungsgebiet und Lebensraum

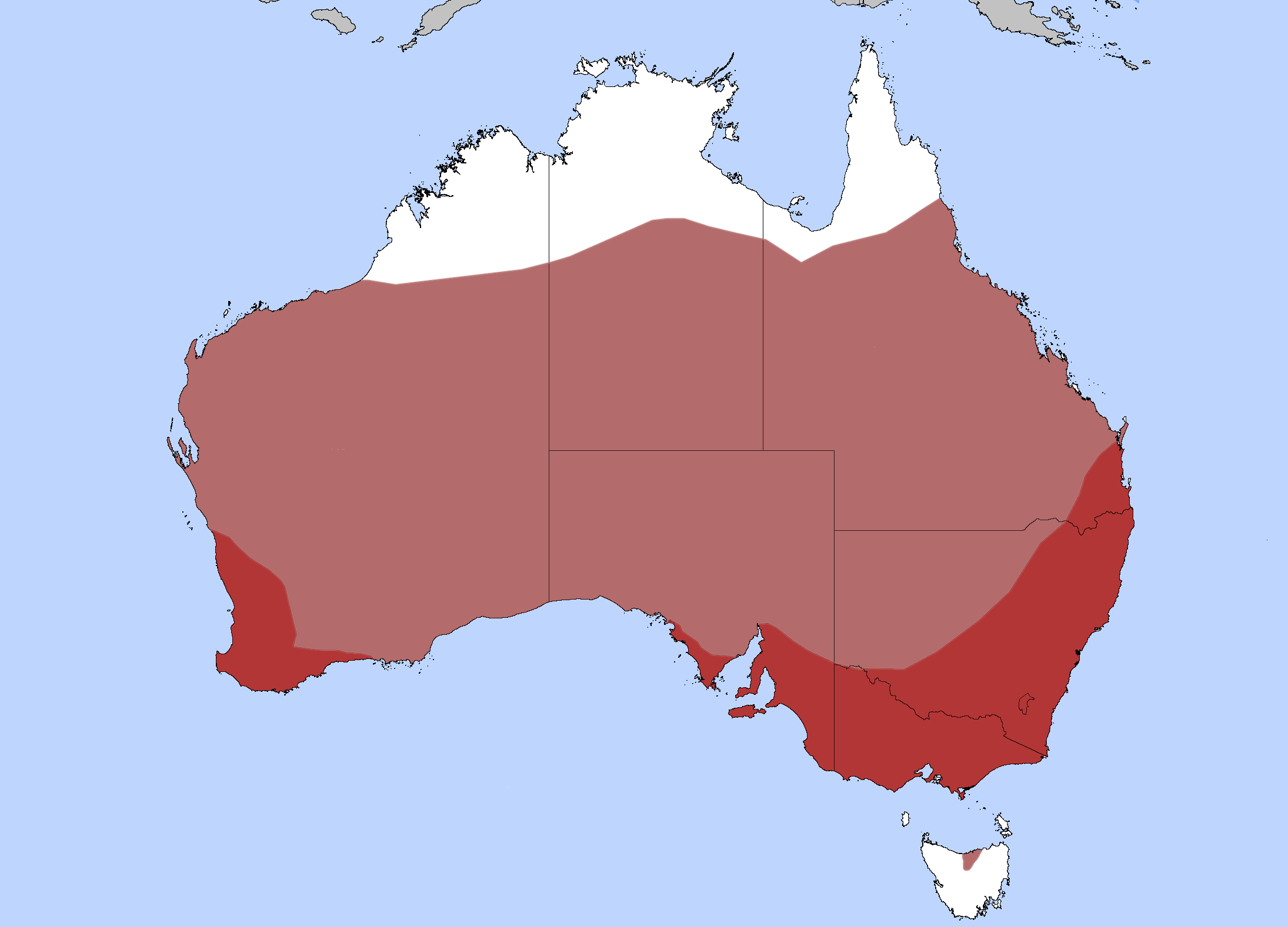
Verbreitungsgebiet der Schwarzbrustwachtel

Die Schwarzbrustwachtel kommt weiträumig in Australien vor. Die Verbreitungsschwerpunkte sind der Osten und der Süden. Sie fehlt lediglich in Nordaustralien. Sie kam ursprünglich auch in ganz Tasmanien vor, ist dort mittlerweile aber weitgehend verschwunden, obwohl sie bereits in den 1940er Jahren dort unter Schutz gestellt wurde. Ein Teil der Population sind Standvögel, ein anderer Teil wandert ungerichtet abhängig vom Nahrungsangebot. So wird die Schwarzbrustwachtel gelegentlich auch in der Nullarbor-Ebene gesichtet, obwohl diese Ebene mit ihrem ariden bis semiariden Klima nur eine spärliche Flora aufweist und damit im Regelfall keinen geeigneten Lebensraum für diese Wachtel bietet.
Die Schwarzbrustwachtel hat von der Ausdehnung der Agrarflächen profitiert, in deren Rahmen Wälder abgeholzt und Bewässerungsanlagen geschaffen wurden. Sie ist jetzt ein Standvogel in den Atherton Tablelands, wo sie früher selten vorkam, und ist seit den 1930er Jahren in Western Australia, wo der Weizenanbau sehr stark ausgebaut wurde, ein häufiger Vogel. Für diesen australischen Bundesstaat gibt es vor dem Jahre 1901 keine Berichte über die Anwesenheit dieser Art.
Lebensräume der Schwarzbrustwachtel sind Graslandschaften und Buschland des gemäßigten bis tropischen Australiens. Sie kommt bevorzugt in Regionen mit höherem Niederschlag und ausreichender Bodenvegetation vor, dehnt aber nach Regenfällen und Überflutungen ihren Lebensraum auch in die arideren Regionen Australiens aus. Sie bevorzugt Flächen mit einer 25 bis 50 Zentimeter hohen Bodenvegetation und findet sich entsprechend auch auf Stoppelfeldern, Reisflächen sowie Getreideflächen, wenn auf letzteren die Saat nur spärlich aufgegangen ist. In Salzmarschen ist sie in der Übergangszone zum angrenzenden Grasland zu finden. Dichte Wälder meidet diese Art, sie besiedelt aber Waldlichtungen.

## Lebensweise
Die Schwarzbrustwachtel lebt einzelgängerisch, paarweise oder in kleinen Trupps. Ihre Anwesenheit fällt vor allem durch ihren Ruf auf. Beunruhigte Schwarzbrustwachteln suchen meist zu Fuß dichtere Deckung auf, nur bei unmittelbarer Gefahr fliegen sie auch auf. Auffliegende Schwarzbrustwachteln erzeugen mit ihren Flügeln einen schwirrenden Instrumentallaut.
Die Schwarzbrustwachtel ist tagaktiv und frisst überwiegend Samen.

## Fortpflanzung

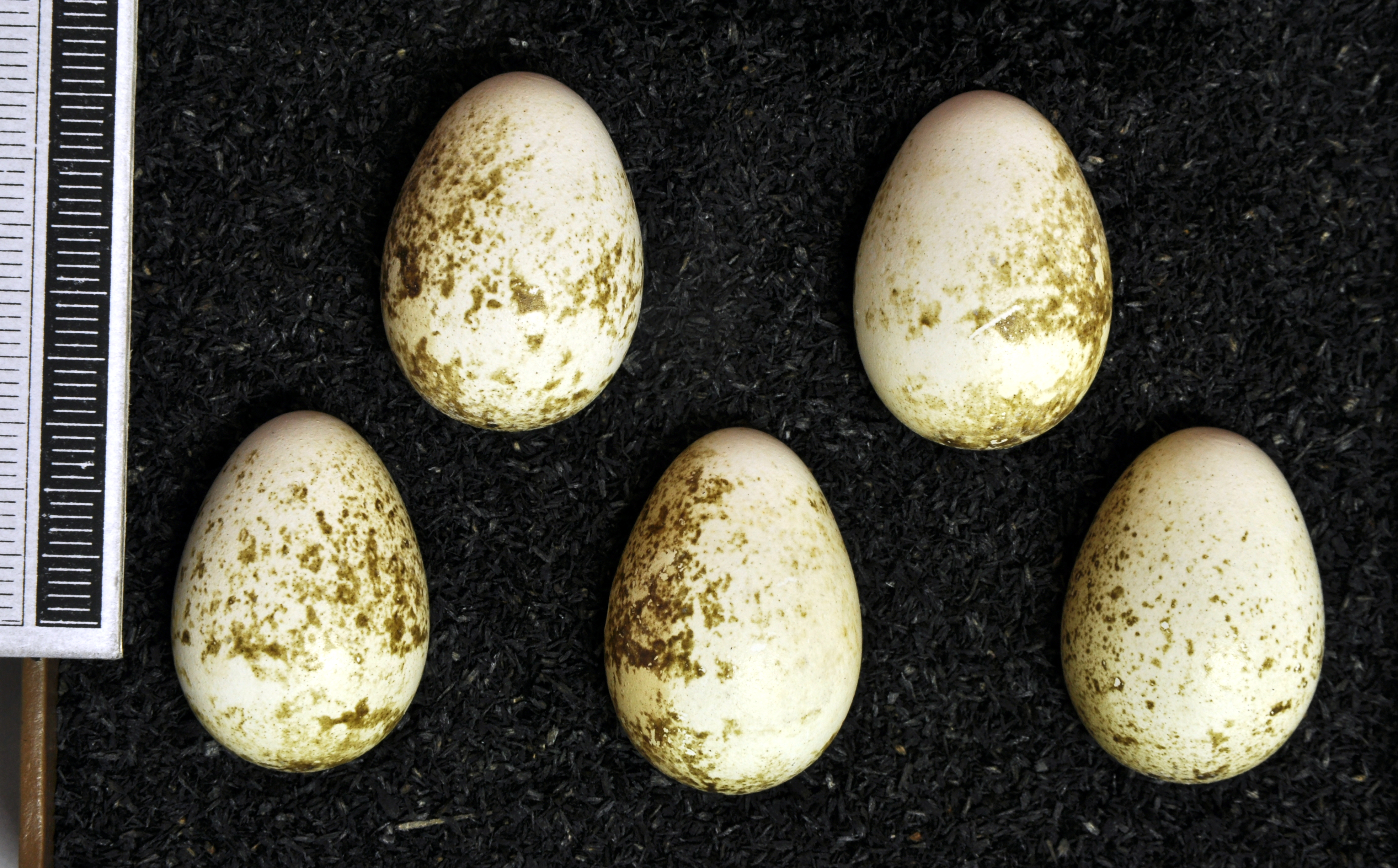
Eier der Schwarzbrustwachtel

Die Regelbrutzeiten der Schwarzbrustwachtel sind in New South Wales der Zeitraum August bis März, in Victoria dagegen September bis November, in Western Australia August bis Januar und in South Australia September bis Dezember. Die Brutzeit der Schwarzbrustwachtel variiert allerdings in Abhängigkeit von Regenfall, Vegetationsdichte und Verfügbarkeit von Nahrung. In trockenen Jahren werden Bruten verzögert und fallen gegebenenfalls sogar vollständig aus. In Jahren mit höheren Niederschlagsmengen und entsprechend größerer Vegetationsdichte und Nahrungsangebot wird sie dagegen ausgedehnt. In einigen Jahren ziehen Schwarzbrustwachteln dann bis zu vier Bruten groß. In Jahren mit einer starken Zunahme an Nagern kann trotz ansonst guten Bedingungen die Anzahl an Bruten und aufgezogenen Jungvögeln gering bleiben, weil den Vögeln dann ein verringertes Nahrungsangebot zur Verfügung steht.
Das Nest ist eine flache, mit trockenem Gras ausgelegte Bodenmulde, die meist unter Grasbüscheln oder niedrigen Sträuchern errichtet wird. Das Gelege kann bis zu 14 Eier umfassen. Die Eier werden im Abstand von einem Tag gelegt. Es brütet allein das Weibchen, das das Brutgeschäft aufnimmt, sobald das Gelege vollständig ist. Die Küken, die zu den sogenannten Nestflüchtern zählen und beim Schlupf zwischen 15 und 18 Gramm wiegen, schlüpfen entsprechend synchron und werden sofort vom Weibchen vom Nest weggeführt. Sie haben im Alter von sieben Wochen etwa zwei Drittel der Größe der adulten Vögel erreicht und zeigen das vollständige Gefieder adulter Vögel im Alter von 16 Wochen.

## Schwarzbrustwachtel und Mensch
- Im australischen Bundesstaat Victoria wurden in den 1930er Jahren jährlich zwischen einer halben und einer Million Schwarzbrustwachteln geschossen. Sie gehören bis heute in den Bundesstaaten Queensland, New South Wales, Victoria und South Australia zum Federwild.[5]
- Zu den wesentlichen Prädatoren der Schwarzbrustwachtel zählen die von europäischen Siedlern eingeführten Rotfüchse und Hauskatzen.[5]
- Es gab Versuche, die Schwarzbrustwachtel sowohl auf Hawaii als auch auf Neuseeland einzuführen. Beide Einführungsversuche sind gescheitert.[4]